# Кулаков, Виктор Иванович (футболист)
Ви́ктор Ива́нович Кулаков (род. 9 июля 1942, Балашиха, Московская область) — советский футболист, играл на позиции полузащитника.
Карьеру начал в 1961 году в махачкалинском «Динамо». В 1963 году перешёл во владимирский «Трактор», который впоследствии был переименован в «Мотор». 22 сентября 1963 года в домашнем матче против курского «Трудовые Резервы» (3:0) забил свой первый гол за команду.